# فربيون
لبينة أو اليَتُّوعُ أو التَّيْوع أو العَنْجَدُ أو الفَرْبِيُونُ أو الحَلَبْلُوب أو الحِلِبْلاب أو الحلاب أو لبين جنس نباتي ينتمي إلى الفصيلة اللبنية ويضم حوالي 2160 نوعًا من النباتات الحولية والمعمرة، ما يجعله واحداً من أكبر الأجناس تنوعًا وعددًا في مملكة النباتات على الإطلاق. كثير من أنواعه عصارية تشبه الصباريات ، وفي بعض الأنواع من الصعب معرفة إن كانت تنتمي للنباتات العصارية أو للجفافيات .

## من أنواعهالواطنةفيالوطن العربي
1. الفربيون الأرضي (باللاتينية: Euphorbia terracina) في مناطق الوطن العربي المتوسطية والقوقاز وكل مناطق أوروبا
2. الفربيون الأشعر (باللاتينية: Euphorbia hirsuta) في مناطق الوطن العربي المتوسطية والقوقاز وجنوب أوروبا
3. الفربيون الأنبوبي (باللاتينية: Euphorbia fistulosa) في بلاد الشام
4. فربيون ببلوس (باللاتينية: Euphorbia peplus) في مناطق الوطن العربي المتوسطية والقوقاز وكل مناطق أوروبا
5. الفربيون البقدونسي (باللاتينية: Euphorbia apios) في بلاد الشام والبلقان وإيطاليا
6. الفربيون البيروتي (باللاتينية: Euphorbia berythea) في بلاد الشام
7. فربيون جزر الكناري (باللاتينية: Euphorbia canariensis) في جزر الكناري
8. فربيون حامل الصوف (باللاتينية: Euphorbia eriophora) في بلاد الشام وتركيا والقوقاز
9. الفربيون الحُبيبي (باللاتينية: Euphorbia granulata) في مناطق الوطن العربي المتوسطية والقوقاز
10. الفربيون الحلبلوبي (باللاتينية: Euphorbia chamaesyce) في بلاد الشام وتركيا
11. الفربيون الحلبي (باللاتينية: Euphorbia aleppica) في بلاد الشام والمغرب العربي والقوقاز والبلقان
12. الفربيون الخابوري (باللاتينية: Euphorbia chaborasia) في بلاد الشام والعراق وتركيا
13. الفربيون الرمحي (باللاتينية: Euphorbia cuspidata) في بلاد الشام
14. الفربيون الرويتري (باللاتينية: Euphorbia reuteriana) في بلاد الشام
15. فربيون زوفيتس (باللاتينية: Euphorbia szovitsii) في بلاد الشام
16. فربيون زينتينيس (باللاتينية: Euphorbia sintenisii) في بلاد الشام (على اسم عالم النبات الألماني بول زينتينيس (بالألمانية: Paul Sintenis))
17. الفربيون الشامي (باللاتينية: Euphorbia chamaepeplus) في بلاد الشام ومصر وقبرص
18. الفربيون الشجري (باللاتينية: Euphorbia dendroides) في مناطق الوطن العربي المتوسطية وبقية مناطق المتوسط
19. الفربيون الشجيري (باللاتينية: Euphorbia arbuscula) في جزيرة سقطرى اليمنية
20. الفربيون الشديد (باللاتينية: Euphorbia arguta) في بلاد الشام ووادي النيل وشرق المغرب العربي وتركيا واليونان
21. الفربيون الشمسي (باللاتينية: Euphorbia helioscopia) في مناطق الوطن العربي المتوسطية وأوروبا
22. الفربيون الصخري (باللاتينية: Euphorbia petrophila) في بلاد الشام وتركيا والقوقاز وشرق أوروبا
23. الفربيون الصغير (باللاتينية: Euphorbia exigua) في مناطق الوطن العربي المتوسطية وبقية مناطق المتوسط
24. الفربيون صغير النورات (باللاتينية: Euphorbia microsciadia) في بلاد الشام
25. الفربيون الصلب (باللاتينية: Euphorbia rigida) في مناطق الوطن العربي المتوسطية وبقية مناطق المتوسط
26. الفربيون ظاهر الثمار (باللاتينية: Euphorbia promecocarpa) في بلاد الشام
27. فربيون عبد الكوري (باللاتينية: Euphorbia abdelkuri) في اليمن
28. الفربيون العربي (باللاتينية: Euphorbia arabica) في بلاد الشام والجزيرة العربية
29. فربيون غاياردو (باللاتينية: Euphorbia gaillardotii) في بلاد الشام
30. فربيون غروسهايم (باللاتينية: Euphorbia grossheimii) في بلاد الشام ومصر والقوقاز
31. الفربيون فرائي البذور (باللاتينية: Euphorbia aulacosperma) في بلاد الشام وتركيا والقوقاز وروسيا
32. فربيون فورسكال (باللاتينية: Euphorbia forsskalii) في بلاد الشام
33. الفربيون القلموني (باللاتينية: Euphorbia antilibanotica) في بلاد الشام
34. الفربيون القنفذي (باللاتينية: Euphorbia erinacea) في بلاد الشام ومصر
35. الفربيون الكاسيوسي (باللاتينية: Euphorbia cassia) في بلاد الشام وتركيا وقبرص
36. الفربيون كبير الزوائد (باللاتينية: Euphorbia macroclada) في بلاد الشام وتركيا والقوقاز وشرق أوروبا
37. الفربيون الكثيف (باللاتينية: Euphorbia densa) في بلاد الشام
38. الفربيون الكليل (باللاتينية: Euphorbia retusa) في مناطق الوطن العربي المتوسطية وتركيا
39. فربيون كوتشي (باللاتينية: Euphorbia kotschyana) في بلاد الشام وتركيا
40. الفربيون الكيراديني (باللاتينية: Euphorbia cheiradenia) في بلاد الشام وتركيا
41. الفربيون اللوزي (باللاتينية: Euphorbia amygdaloides) في المغرب العربي
42. الفربيون المتوازي (باللاتينية: Euphorbia paralias) في بلاد الشام وتركيا والقوقاز ومعظم مناطق أوروبا
43. الفربيون متورم البذور (باللاتينية: Euphorbia phymatosperma) في بلاد الشام والمغرب العربي وتركيا واليونان وإيطاليا
44. الفربيون المحمر (باللاتينية: Euphorbia erubescens) في بلاد الشام وتركيا
45. فربيون المحمرة (باللاتينية: Euphorbia microsphaera) في بلاد الشام والعراق وعربستان وتركيا والقوقاز
46. الفربيون المذنب (باللاتينية: Euphorbia caudiculosa) في بلاد الشام
47. فربيون المرتفعات (باللاتينية: Euphorbia altissima) في بلاد الشام وتركيا
48. الفربيون المسنن (باللاتينية: Euphorbia denticulata) في المغرب العربي
49. الفربيون مشقوق الأوراق (باللاتينية: Euphorbia herniariifolia) في بلاد الشام وتركيا واليونان وألبانيا
50. الفربيون المعنق (باللاتينية: Euphorbia petiolata) في مناطق الوطن العربي المتوسطية وتركيا وقبرص
51. الفربيون المقدسي (باللاتينية: Euphorbia hierosolymitana) في بلاد الشام والمغرب العربي والقوقاز
52. الفربيون المنجلي (باللاتينية: Euphorbia falcata) في مناطق الوطن العربي المتوسطية وبقية مناطق المتوسط
53. الفربيون المنشاري (باللاتينية: Euphorbia serrata) في المغرب العربي وجنوب غرب أوروبا
54. الفربيون الموشح (باللاتينية: Euphorbia peplis) في مناطق الوطن العربي المتوسطية والقوقاز ومعظم مناطق أوروبا
55. الفربيون نارديني الأوراق (باللاتينية: Euphorbia valerianifolia) في بلاد الشام والمغرب العربي وتركيا واليونان وبلغاريا
56. الفربيون النوبي (باللاتينية: Euphorbia nubica) في مصر
57. فربيون هاوسنخت (باللاتينية: Euphorbia haussknechtii) في بلاد الشام
58. الفربيون هوائي الجذع (باللاتينية: Euphorbia physocaulos)في بلاد الشام وتركيا
59. الفربيون الورقي (باللاتينية: Euphorbia esula) في بلاد الشام وتركيا ومعظم أوروبا
60. اللبانة المغربية (الاسم العلمي: Euphorbia resinifera) في المغرب
61. الشبرم (الاسم العلمي: Euphorbia pithyusa)

## أنواع دخيلة في بلاد الشام
1. الفربيون المتطاول (باللاتينية: Euphorbia oblongata) دخيل في بلاد الشام وأصيل في تركيا والبلقان

## من أنواعه غير الموجودة في الوطن العربي
- الفربيون الحلو (باللاتينية: Euphorbia dulcis)
- الفربيون الشمعي (باللاتينية: Euphorbia cerifera)
- الفربيون العظيم (باللاتينية: Euphorbia ingens)
- الفربيون كثيف الأوراق (باللاتينية: Euphorbia densifolia)
- الفربيون الملطخ (باللاتينية: Euphorbia maculata) في الولايات المتحدة
- الفربيون المموج (باللاتينية: Euphorbia nutans) في الولايات المتحدة وبعض مناطق أمريكا الجنوبية
- الفربيون نفاذ الرائحة (باللاتينية: Euphorbia virosa) في أفريقيا الجنوبية
- الفربيون النمساوي (باللاتينية: Euphorbia austriaca) في أوروبا
- فربيون شوكة المسيح (باللاتينية: Euphorbia milli) في مدغشقر
- الزقوم الهندي (الاسم العلمي: Euphorbia antiquorum)
- بنت القنصل (الاسم العلمي: Euphorbia pulcherrima)

## الوصف النباتي
يضم الفربيون نباتات عشبية، وشجيرات وأشجار خشبية مع خندق حليبي سام وكاوي (مطاط). وجذور الفربيون رفيعة أو سميكة وسمينة وذات درنات جذرية، والعديد من أنواع الفربيون تقريباً غير مسلحة (شائكة) في حين أن البعض منها مسلح بالشوك، والجذع الرئيسي في الفربيون في الغالب هو الأسلحة الجنبية، ويصل طول معظم أنواع الفربيون لحوالي 6-36 بوصة (حوالي 15-91 سم)، وأوراقه متقابلة أو متبادلة أو في هيئة دوامات، وفي النوع الريان من الفربيون، فالأوراق صغيرة وقصيرة الأجل في الغالب، وكل أنواعه تقريباً لها زهور أحادية الجنس، تخفض كثيراً وتجمع، كما أن أغلبية أنواع الفربيون خنثى (تحتوي على عضوي التذكير والتأنيث معاً في نفس النبات)، وبالرغم من أن البعض منفصل الجنس (نباتات ذكرية تحمل أعضاء الذكورة ونباتات أنثوية تحمل أعضاء التأنيث) فليس غريباً أبداً أن تجد نباتات الفربيون ذكرية تماماً وبالرغم من ذلك تحمل كلا الجنسين. ويحدث هذا أحياناً عندما تنمى نباتات الفربيون تحت ظروف غير مناسبة، فتنمو كذكر فقط، وفي نفس الوقت تزهر أنثى وحيدة في النضج. والفربيون له ألوان زاهية وجذابة أحياناً، والفربيون له ثلاث ثمار (نادراً يكون ثمرتين فقط)، وهي كبسولات مقصورة، وسمينة أحياناً، لكن تنضج بشكل دائم تقريباً في حاوية خشبية، ومن ثم تنشق مفتوحة بشكل انفجاري، وبذور الفربيون ذات أربع زوايا بيضوية أو دائرية، وفي بعض الأنواع يكون لها نتوء حول البذرة.

## معرض صور

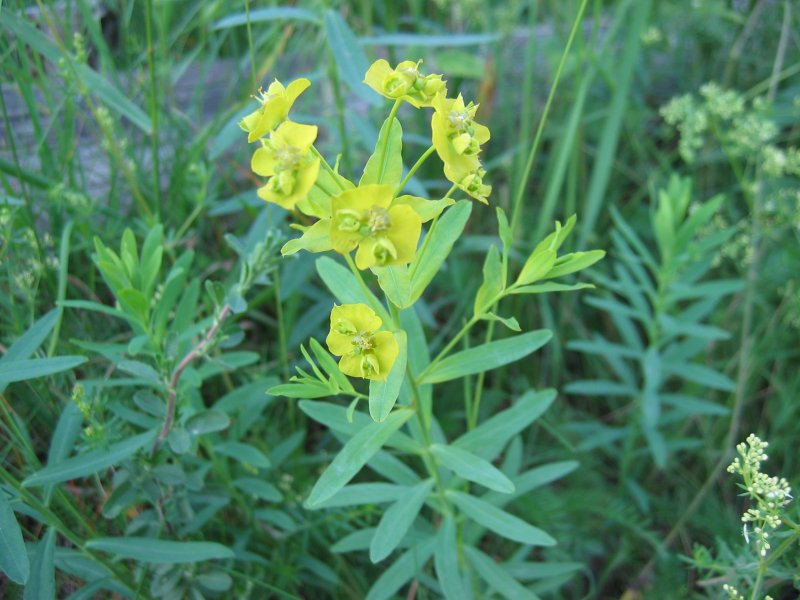
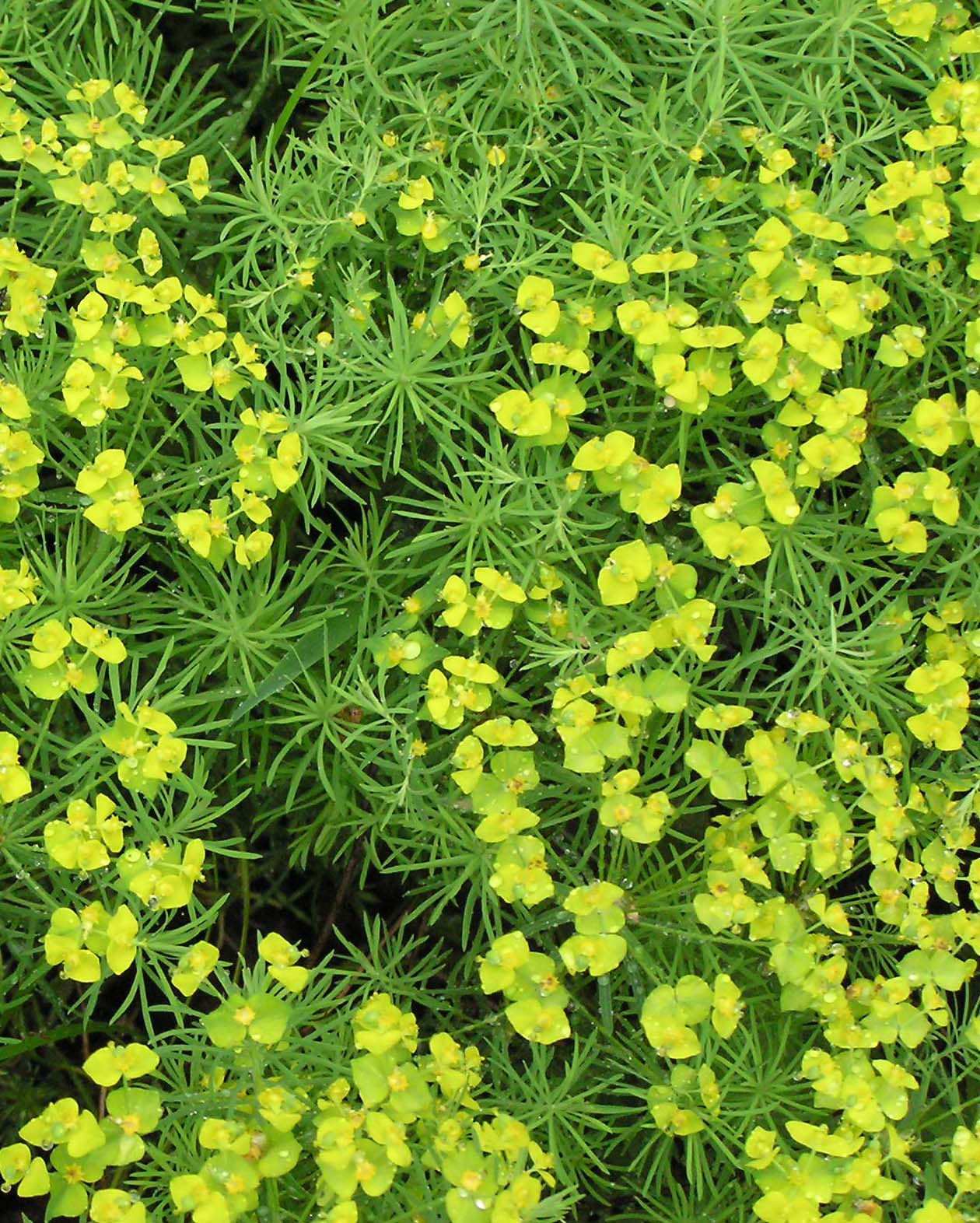
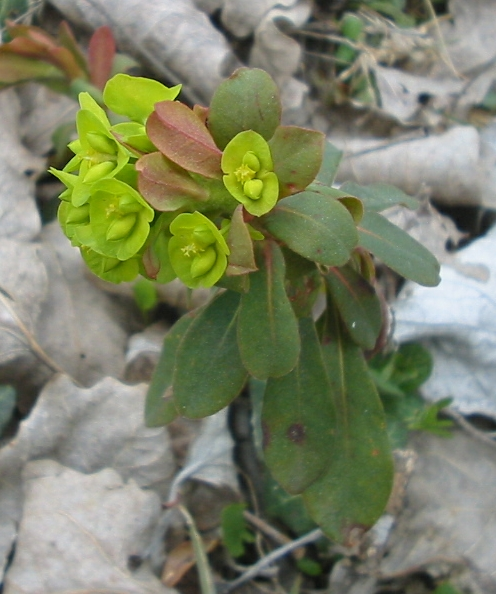
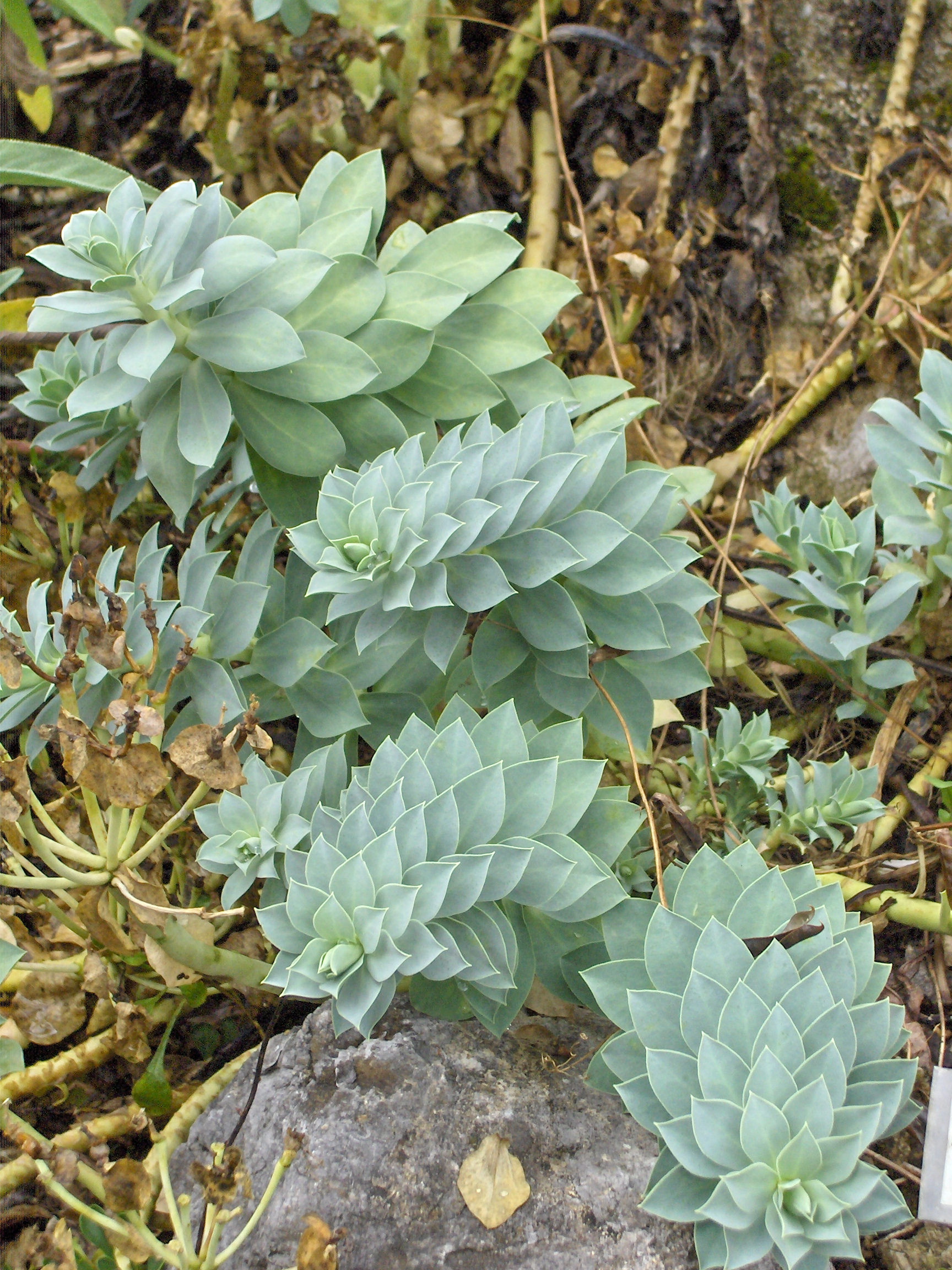